# 澳大利亞皇家空軍第34中隊
第34中隊是澳大利亞皇家空軍（RAAF)重要人物運輸中隊。該公司運營著波音737公務機和轟炸員挑戰者 604，這些飛機來自堪培拉的費爾貝恩防務中心。該中隊成立於1942年2月，在第二次世界大戰期間執行運輸任務，最初在澳大利亞北部駕駛德哈維蘭DH.84龍。1943年，它重新裝備了 達科他州C-47運輸機，並在新幾內亞和荷屬東印度群島服役，於1946年6月解散。
1948年3月, 第34中隊在澳大利亞皇家空軍馬拉拉基地重新成立，作為第34通信中隊，在1955年10月解散之前，完成了它支援伍麥拉試驗場的任務。1956年3月，在澳大利亞皇家空軍坎培拉基地，也是後來的費爾貝恩防務中心，被重新提升為第34重要人物運輸航班。該中隊於1959年7月重新設計為第34特殊運輸中隊，並1963年6月重新設計為第34中隊。在20世紀60年代，它服役於達科他州，康维尔240，維克斯子爵，達索獵鷹 20，霍克西德利HS 748和BAC 1-11，並繼續服務最後三種類型，直到20世紀80年代末。從1989年到2002年，該中隊完全由達索獵鷹900型飛機組成，並開始使用737和挑戰者號。2019年，挑戰者號也被達索獵鷹7X取代。

## 角色和設備

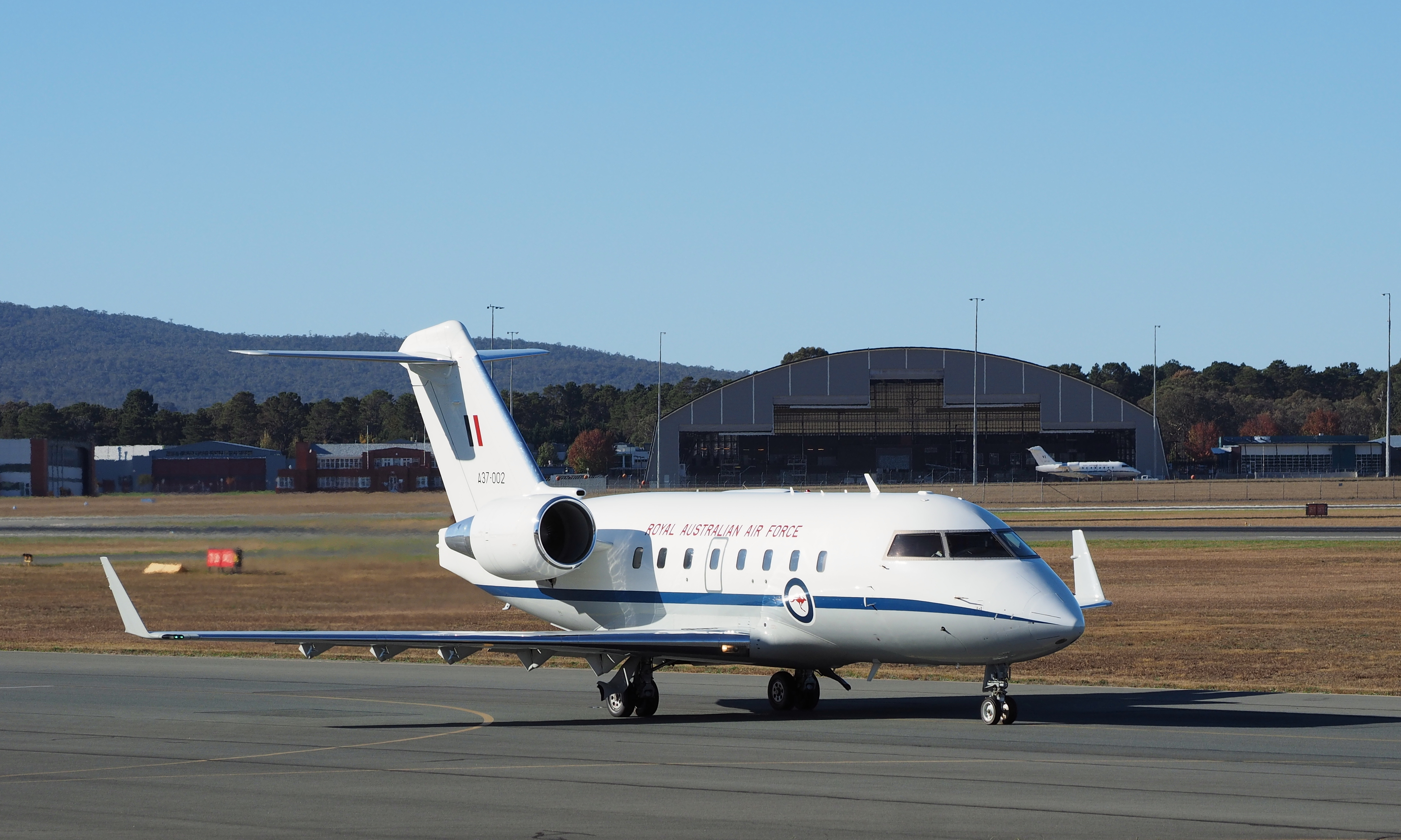
2016年,第34中隊的轟炸員挑戰者 604， 在坎培拉機場的單位設施內滑行

第34中隊是澳大利亞皇家空軍（RAAF）負責運送重要人物的單位，包括澳大利亞政府成員、總督和來訪的政客。它總部設在坎培拉的費爾貝恩防務中心，由澳大利亞皇家空軍第86中隊管理，也是澳大利亞皇家空軍空中機動聯隊的一部分。該中隊在人道主義行動中發揮次要作用，負責提供緊急運輸。它的座右銘是Eo et redeo ("I Go and I Return") 。